# Composizioni di Georges Auric

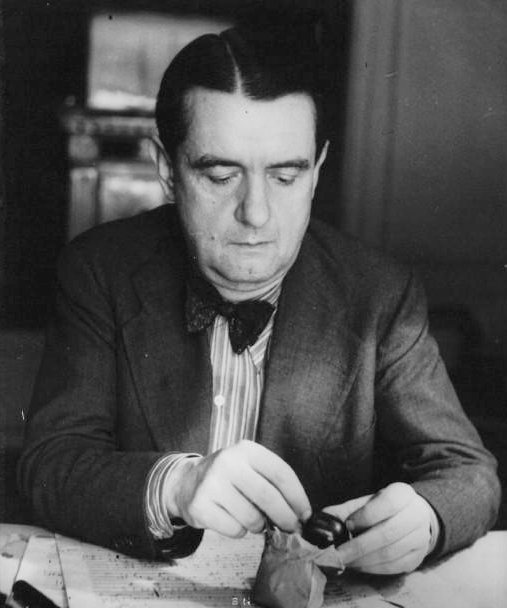
Auric nel 1940.

Lista delle composizioni di Georges Auric (1899-1983), ordinate per genere secondo il catalogo di Josiane Mas.

## Musiche per il palcoscenico

### Balletto
- 1921 - Les Mariés de la Tour Eiffel, i brani Ouverture: 14 Julliet e Ritournelles
- 1925 - Les Matelots
- 1926 - La Pastorale
- 1926 - Les Facheux
- 1927 - Les Oiseaux
- 1927 - L'éventail de Jeanne, solo il Rondò finale
- 1929 - Les enchantements de la fée d'Alcine al Palais Garnier di Parigi con Ida Rubinstein
- 1932 - La concurrence
- 1945 - Quadrille
- 1946 - La fontaine de jouvence
- 1954 - La chambre
- 1950 - Le Peintre et son Modele
- 1952 - Phedre
- 1952 - Chemin de lumiere
- 1960 - Bal de voleurs da Jean Anouilh
- 1978 - Tricolore

### Musiche di scena
- 1924 - Marlborough s'en va-t-en guerre de M. Achard
- 1925 - Le dompteur di A. Savoir da J. Théry
- 1925 - La femme silencieuse da B. Jonson
- 1925 - Le mariage de monsieur le Trouhadec di Jules Romains
- 1927 - Volpone da B. Jonson
- 1928 - Les oiseaux da Aristofane (revisione del 1966)
- 1931 - Le quatorze juillet di Romain Rolland
- 1935 - Margot di Edouard Bourdet, in collaborazione con Francis Poulenc

### Opera
- 1919 - La reine de coeur
- 1927 - Sous le masque

## Orchestra
- 1921 - Overture 14 Julliet e Ritournelles, da Les Mariés de la Tour Eiffel
- 1937 - La Seine, un matin …, da A l'exposition opera collettiva con Jean Delannoy, Jacques Ibert, Darius Milhaud, Francis Poulenc, Henri Sauguet, Schmitt, Germaine Tailleferre
- 1945 - Chants de la France Malheureuse, per mezzosoprano e orchestra
- 1952 - Ecossaise da La guirlande de Campra
- 1952 - Phedre, suite sinfonica dal balletto
- 1956 - ML

## Musica da camera
- 1924 - Fanfare
- 1924 - Variations sur le nom de Marguerite Long, suite per 6 strumenti (da Marlborough s'en va-t-en guerre)
- 1927 - Aria per flauto e pianoforte (revisione del 1976)
- 1936 - Sonate en sol majeur per violino e pianoforte
- 1938 - Trio in re maggiore per oboe, clarinetto e fagotto
- 1946 - Impromptu per oboe e pianoforte
- 1968 - Imaginées n° 1, per flauto e pianoforte
- 1969 - Imaginées n° 2, per violoncello e pianoforte
- 1971 - Imaginées n° 3, per clarinetto e pianoforte
- 1973 - Imaginees n° 4, per soprano e pianoforte
- 1974 - Imaginées n° 5 per pianoforte
- 1976 - Imaginees n° 6, per oboe e pianoforte

## Pianoforte
- 1914 - Gaspar et Zoé ou L'après-midi dans un parc
- 1919 - Prélude pour piano [pour Album des six]
- 1919 - Adieu New York!
- 1919-1920 - 3 pastorales pour piano
- 1925-1926 - 5 Bagatelles, per due pianoforti (da La femme silencieuse e Le dompteur)
- 1927 - Petite suite pour piano
- 1930 - Sonate en fa majeur
- 1934 - 3 Morceaux pour piano da Lac-aux-dames
- 1940 - 3 Impromptus pour piano
- 1941 - 9 pièces brèves pour piano
- 1946 - Danse française pour piano
- 1946 - Impromptu en ré mineur pour piano
- 1949 - Valse, pou deux pianos en sol majeur
- 1953-1955 - Partita pour deux pianos
- 1974 - Double jeux n° 1, per 2 pianoforti
- 1974 - Double jeux n° 2, per 2 pianoforti
- 1974 - Double jeux n° 3, per 2 pianoforti
- 1950 - Le Peintre et son modèle, riduzione dal balletto
- Élégie
- Laendler

## Musica vocale

### Voce e pianoforte
- 1914 - Trois interludes, testi di R. Chalupt
- 1918 - Huit Poèmes de Jean Cocteau
- 1920 - Alphabet, testo di Raymond Radiguet
- 1920 - Les Joues en feu
- 1925 - 5 poèmes, testi di Gérard de Nerval
- 1926 - Vocalise
- 1926 - 2 romances, testi di M. Desbordes-Valmore
- 1927 - 3 caprices, testi di T. de Banville
- 1927 - Quatre Poèmes de Georges Gabory
- 1929 - 5 chansons, testi di L. Hirtz
- 1935 - Printemps, testi di P. de Ronsard (da Margot)
- 1940-1941 - 6 poèmes, testi di P. Eluard
- 1940 - Trois Poèmes de Louise de Vilmorin
- 1940 - Trois Poèmes de Léon-Paul Fargue
- 1945-1946, poèmes, testi di Max. Jacob
- 1965 - 2 poèmes, testi di Henri de Montherlant
- À nous la liberté!
- C' est grant paine
- Quatre Chants de la France malheureuse
- Tango-Nocturne
- Viens! Toi qui m' aimeras
- Magic-Park

### Coro
- 1941 - Cinq Chansons françaises coro a 4 voci miste a cappella
- J' en ay le deuil, coro misto a cappella
- Le jour m' est nuyct, coro misto a cappella
- Pour un chef d' Soeuvre, coro misto a cappella
- Quand je me treuve, coro misto a cappella

### Altro
- 1943 - 4 chants de la France malheureuse, testi di Louis Aragon, Paul Éluard, Jean Supervielle per mezzo soprano e piano o orchestra
- 1960 - Hommage a Alonso Mudarra, per chitarra classica

## Colonne sonore

### Cinema
- Il sangue di un poeta (Le sang d'un poète), regia di Jean Cocteau (1930)
- A me la libertà! (À nous la liberté), regia di René Clair (1931)
- Il lago delle vergini (Lac aux dames), regia di Marc Allégret (1934)
- I misteri di Parigi (Les Mystères de Paris), regia di Félix Gandéra (1935)
- Razumov: Sous les yeux d'occident, regia di Marc Allégret (1936)
- Perdizione (La danseuse rouge), regia di Jean-Paul Paulin (1937)
- Il messaggio (Le messager), regia di Raymond Rouleau (1937)
- Il caso del giurato Morestan (Gribouille), regia di Marc Allégret (1937)
- Un déjeuner de soleil, regia di Marcel Cravenne (1937)
- Alibi (L'Alibi), regia di Pierre Chenal (1937)
- La Vie d'un homme, regia di Jean-Paul Le Chanois - documentario (1937)
- Delirio (Orage), regia di Marc Allégret (1938)
- Tamara (Tamara la complaisante), regia di Jean Delannoy e Félix Gandéra (1938)
- 1938 - Les Oranges de Jaffa
- 1938 - Son oncle de Normandie
- 1938 - La Rue sans joie
- 1938 - Huilor
- 1938 - Trois minutes - les saisons
- 1938 - L'Affaire Lafarge
- 1938 - Ragazze folli
- 1939 - La Mode rêvée
- 1939 - Le Corsaire
- 1940 - De la ferraille à l'acier victorieux
- 1942 - Opéra-Musette
- 1942 - Macao, l'enfer du jeu
- 1942 - L'Assassin a peur la nuit
- 1942 - Monsieur La Souris
- 1942 - Les Petits Riens
- 1942 - La Belle aventure
- 1943 - L'Éternel Retour
- 1944 - Le Bossu
- 1945 - Farandole
- 1945 - François Villon
- 1945 - Incubi notturni (Dead of Night)
- 1945 - La Part de l'ombre
- 1945 - Cesare e Cleopatra (César et Cléopâtre)
- 1946 - La Belle et la Bête
- 1946 - La Symphonie pastorale
- 1947 - La Rose et la réséda
- 1947 - À cor et à cri (Hue and Cry)
- 1947 - Torrents
- 1947 - Les Jeux sont faits
- 1947 - Il pleut toujours le dimanche (It Always Rains on Sunday)
- 1948 - Silent Dust
- 1948 - Kermesse fantastique
- 1948 - La Septième Porte
- 1948 - Ruy Blas
- 1948 - Il mistero degli specchi
- 1948 - L'Aigle à deux têtes
- 1948 - Con gli occhi del ricordo (Aux yeux du souvenir)
- 1948 - Another Shore
- 1948 - I parenti terribili (Les parents terribles)
- 1949 - Il ragno e la mosca (The Spider and the Fly)
- 1949 - Passeport pour Pimlico (Passport to Pimlico)
- 1949 - Noces de sable
- 1949 - La Reine des cartes (The Queen of Spades)
- 1949 - Maya
- 1950 - Cage of Gold
- 1950 - Orphée
- 1951 - Caroline chérie
- 1951 - The Galloping Major
- 1951 - Les Amants de bras-mort
- 1951 - L'incredibile avventura di Mr. Holland (De l'or en barres)
- 1951 - Ce siècle a cinquante ans
- 1952 - Nez de cuir
- 1952 - La P... respectueuse (La Putain respectueuse)
- 1952 - Moulin Rouge
- 1953 - Tortillard pour Titfield (The Titfield Thunderbolt)
- 1953 - Le Salaire de la peur
- 1953 - Vacanze romane ( Vacances romaines )
- 1953 - L'Esclave
- 1954 - Les Bons meurent jeunes (The Good Die Young)
- 1954 - Détective du bon Dieu (Father Brown)
- 1954 - La Chair et le diable
- 1954 - Il figlio conteso (The Divided Heart)
- 1955 - Rififi (Du rififi chez les hommes)
- 1955 - Chéri-Bibi
- 1955 - Nagana
- 1955 - Abdullah le Grand (Abdulla the Great)
- 1955 - Les Hussards
- 1955 - Lola Montès
- 1956 - L'Odyssée du capitaine Steve (Walk Into Paradise)
- 1956 - Gervaise
- 1956 - The Bespoke Overcoat
- 1956 - Le Mystère Picasso
- 1956 - Les Aventures de Till L'Espiègle
- 1956 - Notre-Dame de Paris
- 1957 - Dangerous Exile
- 1957 - Dieu seul le sait (Heaven Knows, Mr. Allison)
- 1957 - Les Sorcières de Salem
- 1957 - The Story of Esther Costello
- 1957 - Celui qui doit mourir
- 1957 - Les Espions
- 1958 - Les Bijoutiers du clair de lune
- 1958 - Next to No Time
- 1958 - L'amante pura
- 1959 - Il viaggio (Le Voyage)
- 1959 - SOS Pacific
- 1960 - Le Testament d'Orphée, ou ne me demandez pas pourquoi!
- 1960 - Sergent X
- 1960 - Schlußakkord
- 1961 - Le Rendez-vous de minuit
- 1961 - La Princesse de Clèves
- 1961 - Aimez-vous Brahms? (Goodbye Again)
- 1961 - Pont vers le soleil (Bridge to the Sun)
- 1961 - Les Croulants se portent bien
- 1961 - Les Innocents (The Innocents)
- 1962 - La camera ardente
- 1962 - Carillons sans joie
- 1963 - The Kremlin (TV)
- 1963 - The Mind Benders
- 1964 - Thomas l'imposteur
- 1965 - Marc et Sylvie (série TV)
- 1965 - La Communale
- 1966 - La Sentinelle endormie
- 1966 - L'Âge heureux (série TV)
- 1966 - Opération opium
- 1966 - La Grande vadrouille
- 1966 - Il papavero è anche un fiore (Poppies Are Also Flowers), regia di Terence Young
- 1968 - Therese und Isabell
- 1969 - Le Trésor des Hollandais (série TV)
- 1969 - L'Arbre de Noël
- 1975 - Les Zingari (serie TV)